# هوارد شتاين
هوارد شتاين (بالإنجليزية: Howard Stein)‏ هو خبير مالي أمريكي، ولد في 6 أكتوبر 1926 في بروكلين في الولايات المتحدة، وتوفي في 26 يوليو 2011 في ساوثهامبتون ‏ في الولايات المتحدة.